# Riga
Riga (lotyšsky  Rīga) je hlavní město Lotyšska. Leží při ústí řeky Daugavy (Západní Dviny) do Rižského zálivu Baltského moře. Žije zde přibližně 605 tisíc obyvatel a je největším městem Pobaltí. Slouží jako kulturní, vzdělávací, politické, obchodní a průmyslové středisko širokého okolí, plní i důležitou tranzitní roli mezi západními státy a Ruskem.
Historické centrum Rigy, někdejšího hanzovního města, je zapsáno na seznam světového dědictví UNESCO; krom několika středověkých sakrálních památek se město vyznačuje výraznou secesní architekturou, která je porovnatelná s městy, jako je Vídeň, Petrohrad nebo Barcelona.

## Název
Nejčastěji přijímaným etymologickým vysvětlením jména města je to, že jde o německou zkomoleninu z livonštiny (oblast pobřeží kolem dnešní Rigy byla v raném středověku sídlem kmene Livů, kteří mj. dali jméno i středověkému Livonsku), v níž existuje slovo ringa („smyčka, oblouk“), což by mohl být odkaz na četná ramena a velkou okrouhlou zátočinu, jež tu před svým vyústěním do moře tvoří řeka Daugava.

## Geografie

### Podnebí
V zimě se v Rize pohybují teploty okolo −5 °C, v létě mezi 15 a 20 °C. Podnebí je mírné, přímořské, se zřetelnou aktivitou cyklonů a značným podílem srážek.

## Dějiny

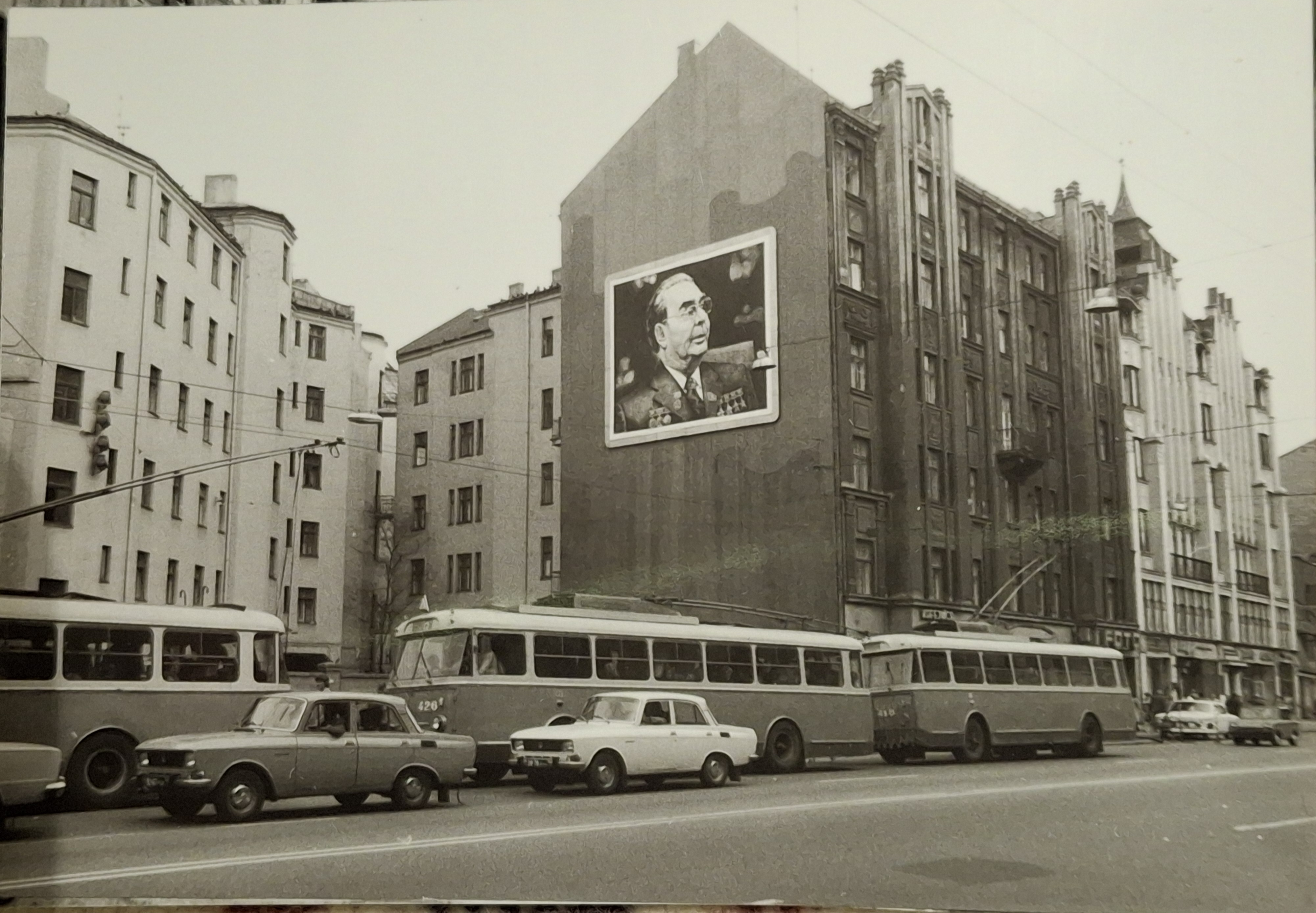
Riga v roce 1982

Podrobné dějiny Lotyšska.

## Ekonomika

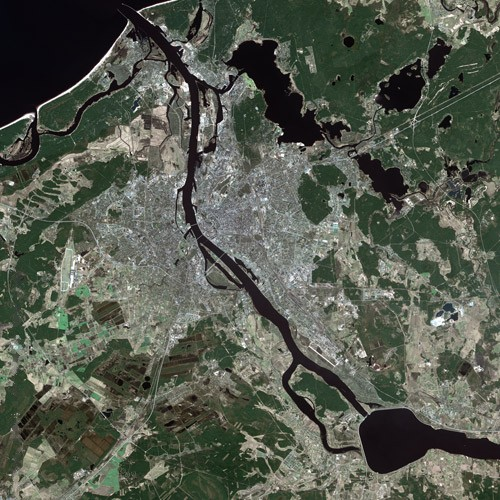
Riga na satelitním snímku

V Rize je velké množství akademických institucí, včetně Lotyšské univerzity (Latvijas Universitāte), Technické univerzity (Rīgas Tehniskā universitāte) a Stradiňšovy univerzity (Rīgas Stradiņa universitāte). V Rize zasedá i lotyšský parlament (Saeima) a na Rižském hradě sídlí lotyšský prezident.
V posledních letech se výrazně zvýšil obchodní a turistický cestovní ruch vzhledem k zlepšení komerční a turistické infrastruktury. Riga jako přístavní město je hlavním cestovním uzlem místní silniční a železniční dopravy. Většina turistů cestuje do Rigy letecky. Mezinárodní letiště v Rize je největší v Pobaltí, bylo zmodernizované v roce 2001, k 800. výročí založení města. Mezi lety 1993 a 2001 se letecká doprava zdvojnásobila. Baltský námořní trajekt spojoval Rigu se Stockholmem; v roce 2021 byl jeho provoz přerušen v důsledku pandemie a v roce 2024 stále není obnoven. V období studené války byly v Rize také dvě letecké základny: Rumbula a Spilve.
Ve městě se nacházejí všechny důležité finanční instituce, včetně lotyšské centrální banky. Zahraniční obchod se v Rize v posledním období rozvíjí, zvláště po vstupu Lotyšska do Evropské unie 1. května 2004. V Rize je soustředěna přibližně polovina celé průmyslové kapacity Lotyšska, především v oblasti finančnictví, veřejných služeb, potravinářství, farmakologie, zpracování dřeva, tiskařství. Je zastoupen textilní a nábytkářský průmysl a výroba komunikačních zařízení. Přístav v Rize je důležitým centrem dopravy zboží.

## Administrativní členění
Riga je členěna na 6 správních obvodů:
| Název (lotyština)      | Název (čeština)     | Rozloha |  |
| ---------------------- | ------------------- | ------- |  |
| Centra rajons          | Centrální obvod     | 3 km2   |  |
| Kurzemes rajons        | Kurzemský obvod     | 79 km2  |  |
| Zemgales priekšpilsēta | Zemgalské předměstí | 41 km2  |  |
| Ziemeļu rajons         | Severní obvod       | 77 km2  |  |
| Vidzemes priekšpilsēta | Vidzemské předměstí | 57 km2  |  |
| Latgales priekšpilsēta | Latgalské předměstí | 50 km2  |  |

Obvody Rigy se dále dělí na čtvrti. Město Riga má celkem 58 čtvrtí.

## Obyvatelstvo
| Rok  | Populace |
| ---- | -------- |
| 1767 | 19 500   |
| 1800 | 29 500   |
| 1840 | 60 000   |
| 1867 | 102 600  |
| 1881 | 169 300  |
| 1897 | 282 200  |
| 1913 | 517 500  |
| 1920 | 185 100  |
| 1930 | 377 900  |
| 1940 | 353 800  |

| Rok  | Populace |
| ---- | -------- |
| 1941 | 335 200  |
| 1945 | 228 200  |
| 1950 | 482 300  |
| 1955 | 566 900  |
| 1959 | 580 400  |
| 1965 | 665 200  |
| 1970 | 731 800  |
| 1975 | 795 600  |
| 1979 | 835 500  |
| 1987 | 900 300  |

| Rok  | Populace |
| ---- | -------- |
| 1990 | 909 135  |
| 1991 | 900 455  |
| 1992 | 889 741  |
| 1993 | 863 657  |
| 1994 | 843 552  |
| 1995 | 824 988  |
| 1996 | 810 172  |
| 1997 | 797 947  |
| 1998 | 786 612  |
| 1999 | 776 008  |

| Rok  | Populace |
| ---- | -------- |
| 2000 | 764 329  |
| 2001 | 756 627  |
| 2002 | 747 157  |
| 2003 | 739 232  |
| 2004 | 735 241  |
| 2005 | 731 762  |
| 2006 | 727 578  |
| 2007 | 722 485  |
| 2008 | 717 371  |
| 2009 | 715 978  |

| Rok  | Populace |
| ---- | -------- |
| 2010 | 709 145  |
| 2011 | 703 581  |
| 2012 | 699 203  |
| 2013 | 696 618  |
| 2014 | 701 185  |
| 2015 | 698 086  |
| 2016 | 698 529  |
| 2017 | 704 476  |
| 2018 | 701 064  |

Počet obyvatel Rigy se snižuje, zvlášť je to znatelné na údajích po roce 1991. Způsobila to emigrace etnických Rusů, odchod části obyvatel do Velké Británie a Irska a nízká porodnost. Většina Lotyšů je protestantské evangelické luteránské nebo římskokatolické víry, většina Rusů patří k ruské ortodoxní církvi.
| Etnické složení obyvatel Rigy v roce 2023  | Etnické složení obyvatel Rigy v roce 2023  | Etnické složení obyvatel Rigy v roce 2023 | Etnické složení obyvatel Rigy v roce 2023 | Etnické složení obyvatel Rigy v roce 2023 |
| ------------------------------------------ | ------------------------------------------ | ----------------------------------------- | ----------------------------------------- | ----------------------------------------- |
|                                            |                                            |                                           |                                           |                                           |
| Lotyši (288 432)                           | Lotyši (288 432)                           |                                           | 47 %                                      | 47 %                                      |
| Rusové (211 749)                           | Rusové (211 749)                           |                                           | 34 %                                      | 34 %                                      |
| Ukrajinci (29 673)                         | Ukrajinci (29 673)                         |                                           | 5 %                                       | 5 %                                       |
| Bělorusové (21 257)                        | Bělorusové (21 257)                        |                                           | 3 %                                       | 3 %                                       |
| Poláci (10 138)                            | Poláci (10 138)                            |                                           | 2 %                                       | 2 %                                       |
| Litevci (4 651)                            | Litevci (4 651)                            |                                           | 1 %                                       | 1 %                                       |
| Jiná či nespecifikovaná národnost (49 087) | Jiná či nespecifikovaná národnost (49 087) |                                           | 8 %                                       | 8 %                                       |

Po získání nezávislosti v roce 1991 se muselo mnoho nelotyšských rodin, které se přistěhovaly po anexi Lotyšska v roce 1940, odstěhovat do svých původních zemí. Výsledkem tohoto velkého počtu emigrací z Lotyšska je snižování počtu obyvatel, zároveň procentuálně počet Lotyšů vzrůstá.

## Památky

### Stará Riga (Vecrīga)

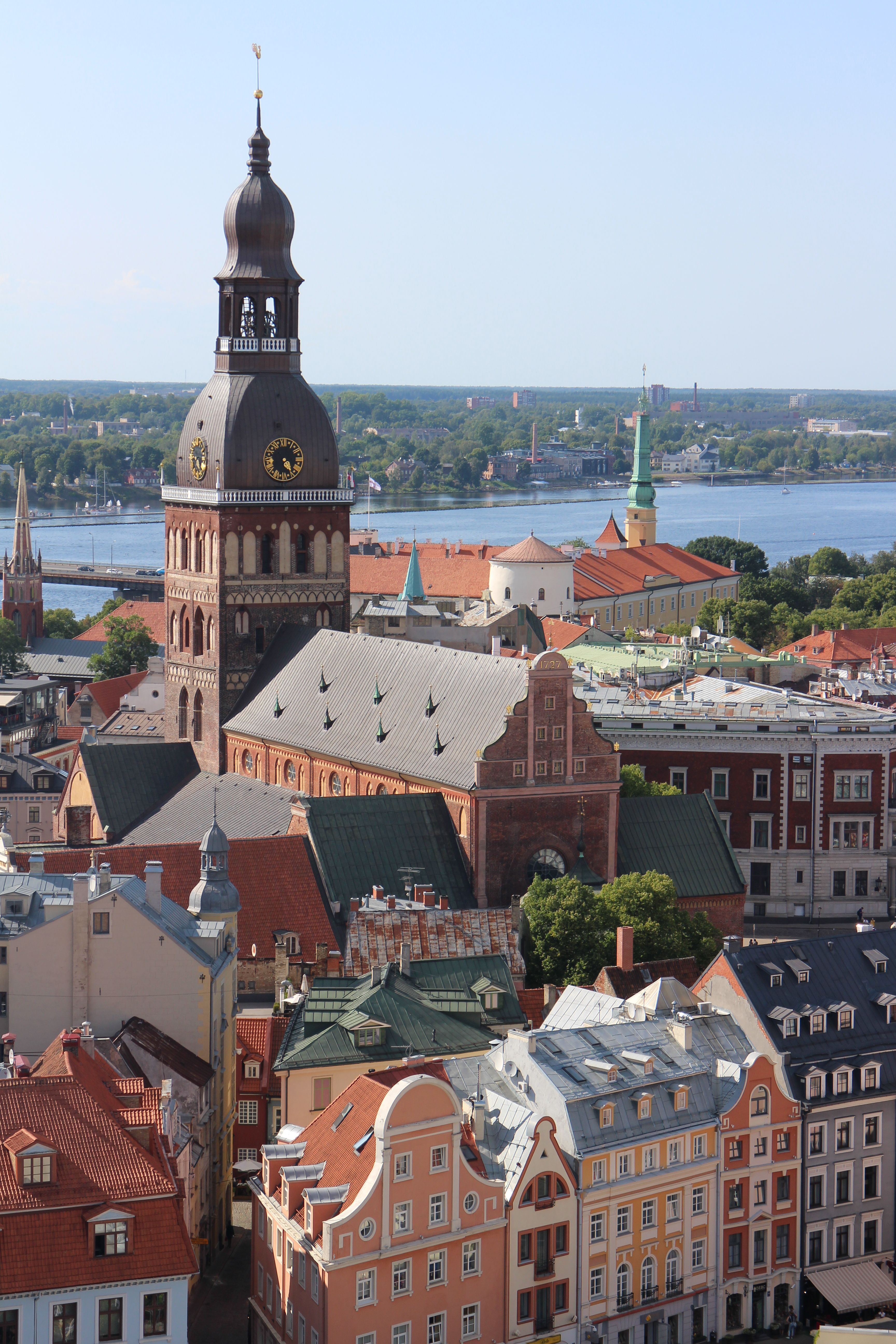
Dóm s Rižským zámkem a řekou Daugavou v pozadí

Historické centrum města zvané Stará Riga se nachází na pravém břehu řeky. Z významných památek je možno jmenovat:
Rižský dóm (Rīgas Doms) na Katedrálním náměstí (Doma laukums)

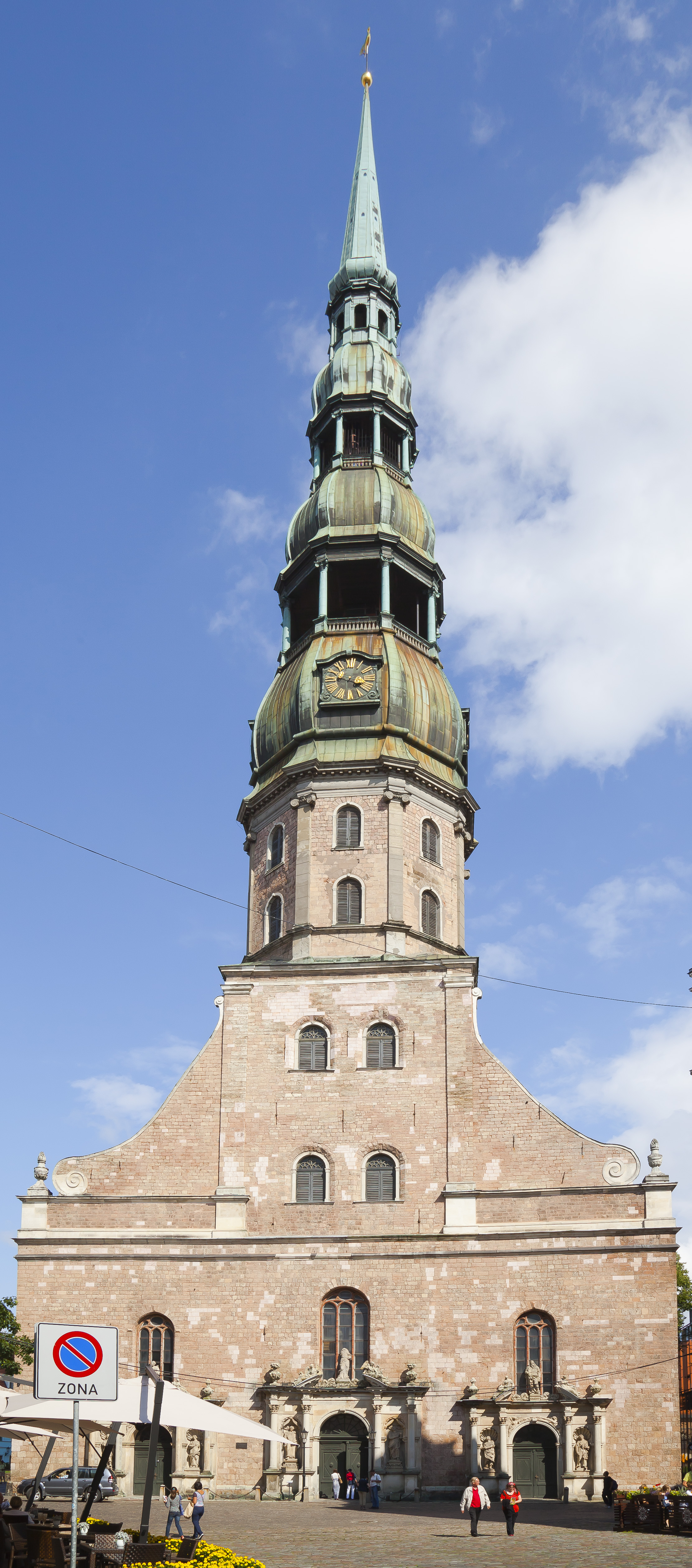
Kostel sv. Petra

Románská monumentální katedrála, dnes patřící luteránům, je největším kostelem v pobaltských státech. Začala vznikat roku 1211 a v průběhu století byla několikrát přestavována. Kvůli její stavbě byly strženy původní domy. Dnes jejich přítomnost připomínají jenom dlažební kostky na náměstí, sestavené v jejich půdorysech. (Z náměstí je možno spatřit mj. i věže tří velkých rižských kostelů: krom Dómu jsou to ještě věže sv. Jakuba a sv. Petra.) Nejzajímavější je, že ani na jedné věžičce není umístěn kříž. Místo toho se tam nachází větrné korouhvičky v podobě kohoutů, které podle pohanských pověr mají odrazovat zlé duchy. Uvnitř katedrály se nacházejí jedinečné varhany s 6768 píšťalami, rejstříky obsahují i zvuky větru a moře. Původní varhany ze 16. století byly po 300 letech v roce 1884 nahrazeny novými.
Rižský zámek (Rīgas pils)
Původně hrad postavený z vůle křižáků (Mečoví rytíři) roku 1330 mimo tehdejší městské hradby, náhradou za starší hrad ve městě, zničený Rižany. Až do roku 1481 na hradě sídlil velmistr řádu; o 3 roky později byl hrad měšťany vypálen a pobořen. V letech 1509–1515 z nařízení mečonošů byl hrad Rigou opět postaven, ovšem už v jiné podobě. Za pozdější polské a švédské vlády hrad několikrát stavebně upravovali; za ruské éry byl roku 1818 zásadně přestavěn v duchu tehdejší zámecké architektury a ještě rozšířen v letech 1860–1862. Posledním velkým zásahem byla adaptace na prezidentský palác (1939), pietně zrekonstruovaná v 90. letech po znovudosažení nezávislosti. Mezi lety 1922–1940 a opět od roku 1995 zámek slouží jako sídlo prezidenta Lotyšské republiky. Část prostor je vyhrazena pro Muzeum lotyšské historie, Muzeum zahraničního umění a Muzeum literatury, divadla a hudby.
Kostel svatého Petra (Pēterbaznīca)
Jedná se o nejvyšší středověkou budovu v Rize. Zajímavostí je, že její věž několikrát vyhořela. Poprvé byla věž vztyčena v roce 1690, ale již za 31 let shořela. Opětovně postavena byla roku 1746. S tím se pojí pověst o staviteli, který prý po dokončení kostelní věže na jejím vrcholu vypil sklenici vína a hodil ji dolů. Na kolik střepů se rozpadne, tolik století bude nová věž stát. Sklenice dopadla do slámy a rozbila se pouze na dva kusy. A opravdu – za dvě století, v roce 1941, zasáhla věž při německém bombardování bomba… Poslední oprava byla provedena v roce 1973. Tentokrát byla původní dřevěná konstrukce věže nahrazena kovovou.
Kostel svatého Jana (Jāņa baznīca) s dominikánským klášterem
Podle pověry byli do jeho zdí pohřbeni zaživa dva mniši, kteří si mysleli, že si takto zajistí svatost. Při rekonstrukci kostela v 19. století se ale ostatky mnichů opravdu našly. Byly ponechány na původním místě.
Kostel svatého Jakuba (Jēkaba baznīca)
První zmínky o kostele jsou z roku 1225. Toto datum je také vytesáno nad vstupní branou. Zajímavý je neobvyklý tvar věže. Kostelní zvon totiž nevisí uvnitř, ale vně věže. Současný zvon pochází z roku 2001, protože původní byl za první světové války odvezen do Ruska a roztaven. Je biskupským kostelem římskokatolické rižské arcidiecéze.
Prašná věž (Pulvertornis)

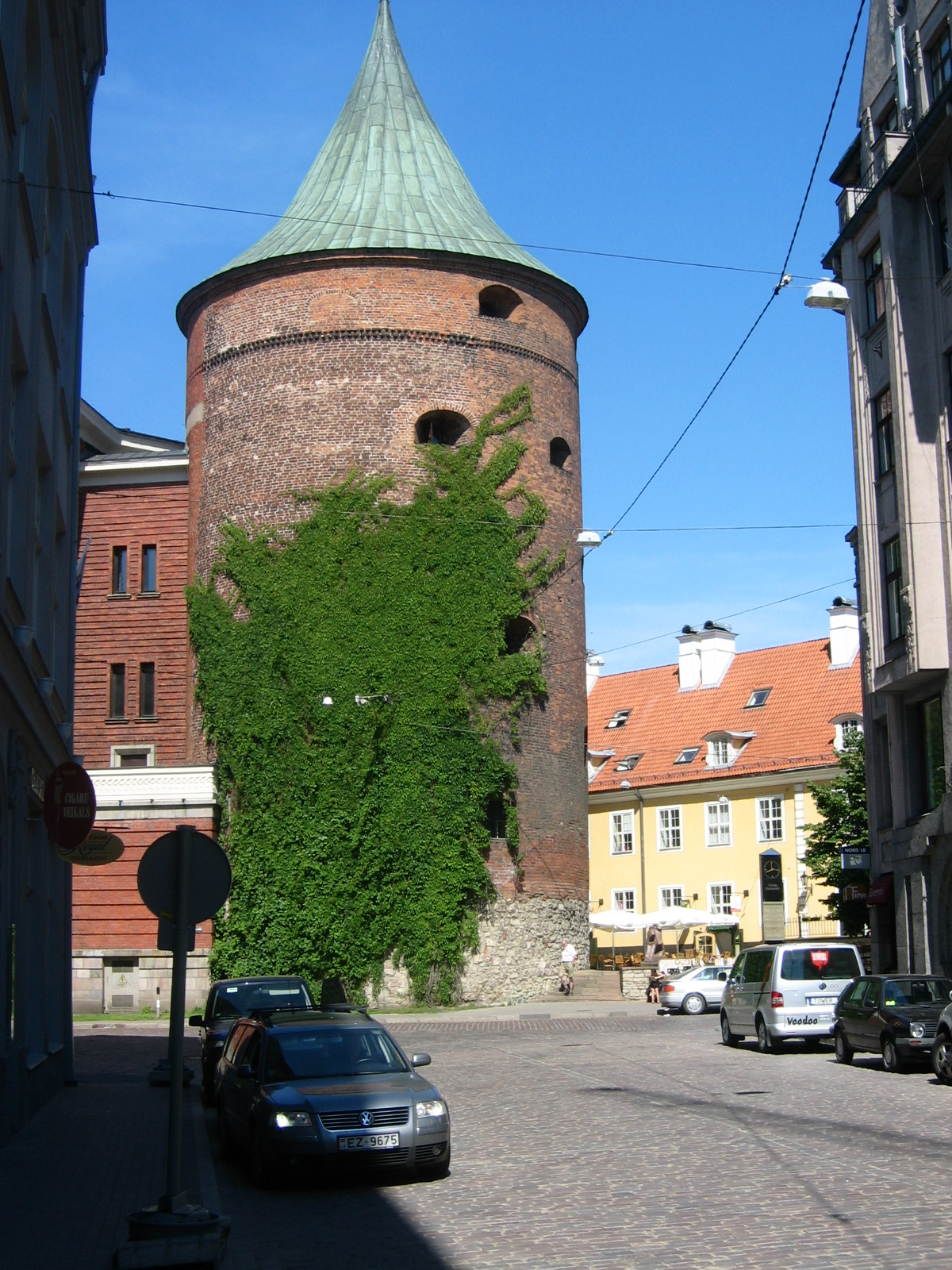
Prašná věž

 Je poslední zachovanou částí bývalých městských hradeb. Pochází ze 14. století. Poté, co byla téměř zničena Švédy, byla znovu opravena. V 19. století ale dlouhá léta chátrala. Teprve když se jí ujali němečtí studenti, kterým se podařilo město přesvědčit, aby jim budovu pronajalo za symbolickou částku jednoho rublu za rok, byla znovu opravena. Studenti vyklidili holubí trus, který se za léta ve věži shromáždil, a prodávali ho jako hnojivo. Vydělali si tím na opravu věže. Díky studentům se tedy Prašná věž zachovala dodnes, kdy je součástí Lotyšského vojenského muzea.
Dům Černohlavců (Melngalvju nams)

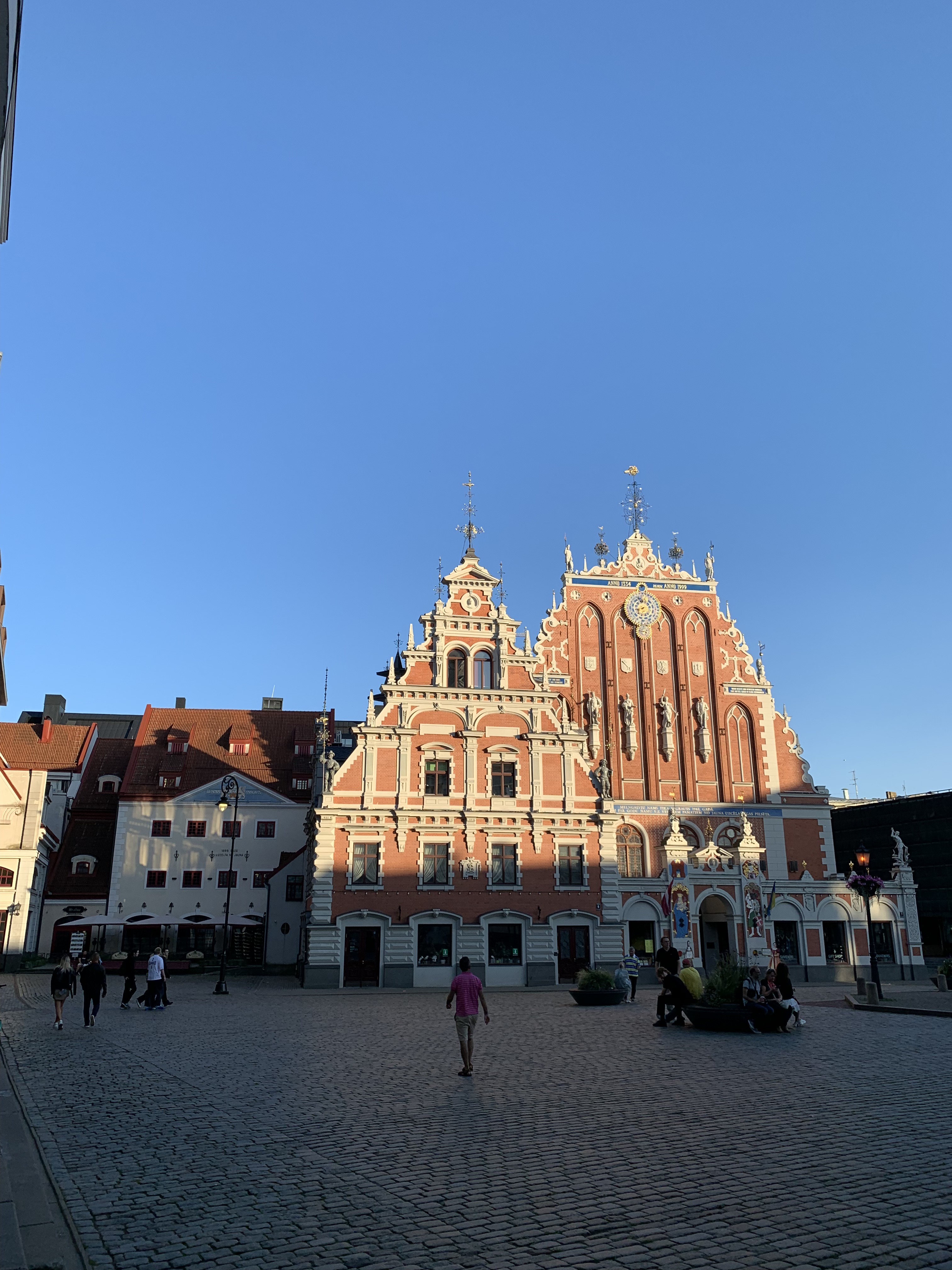
Dům Černohlavců v historickém centru Rigy

 První písemná zmínka o této skupině domů je z roku 1334. Na rižském náměstí se nachází dům pojmenovaný buď po sv. Mořicovi, který byl patronem cechu svobodných kupců, nebo po černých pokrývkách hlavy, které kupci nosili. Původní budova ze 14. století, která svobodným kupcům patřila, ale byla za druhé světové války vybombardována. Současná stavba je z roku 1999.
Tři bratři (Trīs brāļi)

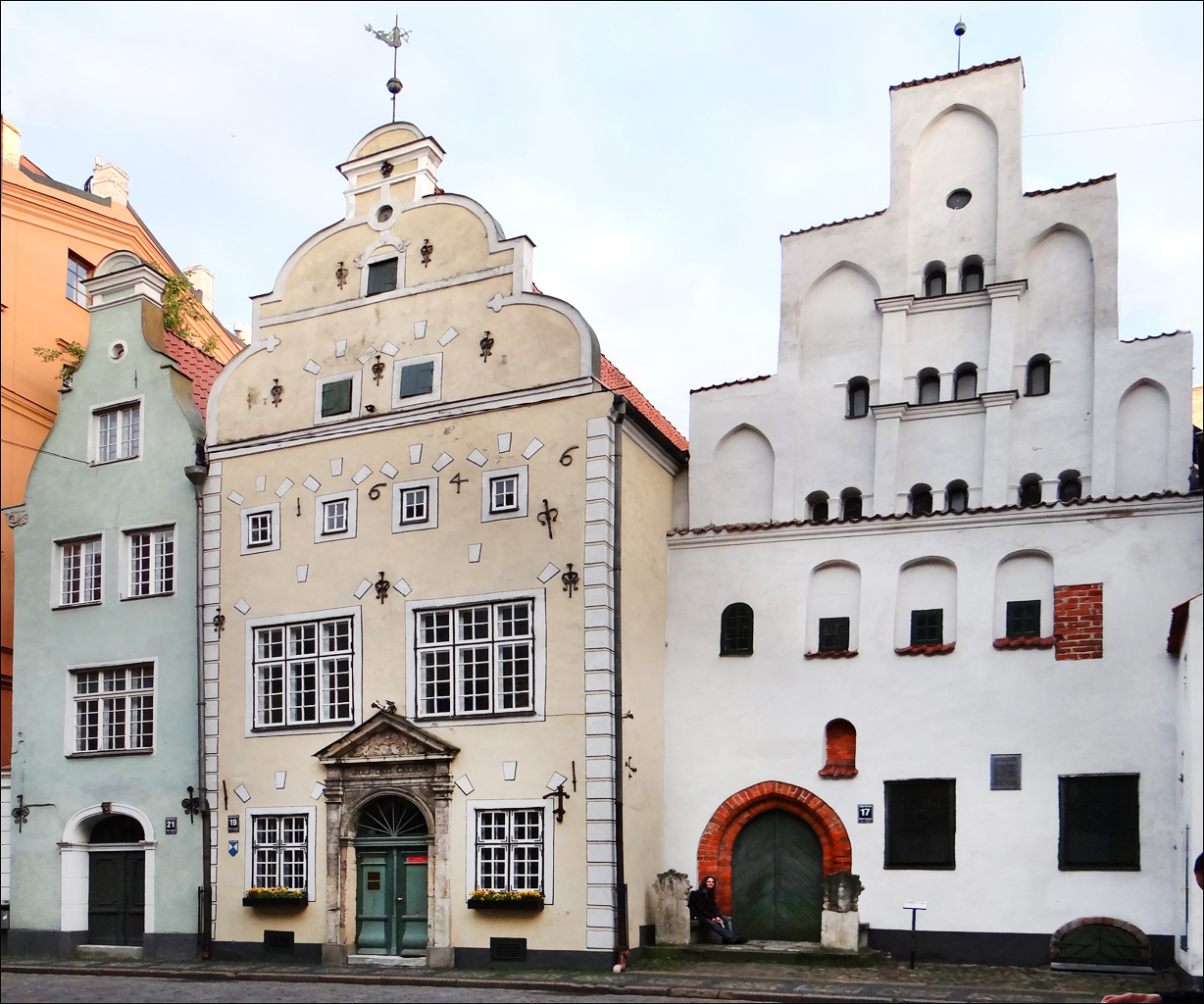
„Tři bratři“ (zleva č. p. 21, 19 a 17)

 Tři bratři jsou skupina tří historických domů v centru města na ulici Mazā Pils. Nejstarším z nich je dům číslo 17, postavený na přelomu 15. a 16. století, který je zároveň vůbec nejstarší dochovanou zděnou obytnou budovou v Rize. Dům číslo 19 byl postaven v roce 1646. Dům číslo 21 pochází z konce 17. století, v 19. století prošel přestavbou. Název byl inspirován obdobnou skupinou historických budov v estonském Tallinnu označovanou jako „Tři sestry“.
Malý cechovní dům řemeslníků (Māza Ģilde)
Velký cechovní dům (Lielā Ģilde)
Kočičí dům (Kaķu māja)

### Širší centrum
V parku obklopujícím staré město stojí Pomník svobody (Brīvības piemineklis), od sochaře Kārlise Zāleho a architekta Ernestse Štālbergse. Pomník byl z darů celonárodně uspořádané sbírky postaven v letech 1931–1935 na místě staršího pomníku cara Petra Velikého, a to jako symbol mladého, svobodného a nezávislého státu. Na vrcholu travertinového obelisku, vyrůstajícího ze základny památníku, stojí měděná 9metrová socha mladé ženy (familiárně Rižany přezdívaná Milda), symbolizující Svobodu, resp. samotné Lotyšsko. Ve vztyčených rukou třímá tři pěticípé hvězdy, které odkazují na tři hlavní historické lotyšské země: Kuronsko, Vidzemsko a Latgale. U úpatí památníku je řada soch a reliéfů představujících postavy lotyšské mytologie, události lotyšských dějin a symbolická zobrazení práce, rodiny a svobody. Nápis na památníku hlásá: „Vlasti a svobodě“ (Tēvzemei un Brīvibai). Symbolika tohoto monumentu během doby sovětského záboru země byla pro Lotyše obzvláště významná, ovšem skrývaná (aby památník unikl zničení sovětskou mocí, byl mu přisouzen nový oficiální význam – tři hvězdy měly představovat tři pobaltské republiky v rukou „osvoboditelky“ Matky Rusi). Dnes je to tradiční místo schůzek, různých oslav či demonstrací. U úpatí pomníku pravidelně hlídá a pochoduje čestná stráž.

## Sport
Ve městě je velké množství hokejových klubů. Mezi ty nejznámější patří:
- Dinamo Riga
- HK Kurbads
- HK Mogo

Ve městě se konalo spoustu sportovních akcí. Mezi nejvýznamnější akce patří:
- Mistrovství světa v ledním hokeji 2006
- Mistrovství světa ve florbale 2016
- Mistrovství světa v ledním hokeji 2021

## Známí rodáci
- Wilhelm Ostwald (1853–1932), německý filozof a fyzikální chemik, nositel Nobelovy ceny za chemii 1909
- Sergej Ejzenštejn (1898–1948), filmový režisér a teoretik
- Michail Tal (1936–1992), šachový velmistr, mistr světa v šachu
- Michail Baryšnikov (* 1948), rusko-americký tanečník, baletní mistr, choreograf a herec
- Anatolij Solovjov (* 1948), bývalý kosmonaut
- Pjotr Ugrjumov (* 1961), bývalý silniční cyklista
- Artūrs Irbe (* 1967), bývalý lotyšský hokejový brankář hrající v NHL
- Ernests Gulbis (* 1988), lotyšský profesionální tenista
- Zemgus Girgensons (* 1994), lotyšský profesionální hokejista
- Jeļena Ostapenková (* 1997), lotyšská profesionální tenistka

## Partnerská města
- Aalborg, Dánsko (1989)
- Alicante, Španělsko
- Almaty, Kazachstán
- Amsterdam, Nizozemsko
- Astana, Kazachstán
- Bordeaux, Francie
- Brémy, Německo
- Cairns, Austrálie
- Čeljabinsk, Rusko
- Dallas, Spojené státy americké
- Dunkerk, Francie (1960)
- Florencie, Itálie
- Kóbe, Japonsko
- Kyjev, Ukrajina
- Minsk, Bělorusko
- Moskva, Rusko
- Norrköping, Švédsko
- Oslo, Norsko
- Peking, Čína
- Petrohrad, Rusko
- Pori, Finsko
- Praha 6, Česko
- Providence, Spojené státy americké
- Rostock, Německo
- Slough, Spojené království
- Stockholm, Švédsko
- Segedín, Maďarsko
- Tchaj-pej, Tchaj-wan
- Tallinn, Estonsko
- Taškent, Uzbekistán
- Varšava, Polsko
- Vilnius, Litva
- Záporoží, Ukrajina

## Zajímavost
Označení 1796 Riga nese planetka o průměru asi 74 kilometrů objevená ruským astronomem Nikolajem Černychem 16. května 1966.